# لین ژولیتز
لین ژولیتز (زاده ۳۰ ژوئن ۱۹۶۱) (به انگلیسی: Lynne Jolitz) یکی از افراد کلیدی در تاریخچه نرم‌افزارهای آزاد است که به همراه همسرش، ویلیام ژولیتز شرکت‌های نوپای زیادی را در دره سیلیکون بنیان نهاده‌اند. عمده شهرت این دو به خاطر کار بر روی سیستم‌عامل بی‌اس‌دی و پورت کردن و آماده کردن این سیستم‌عامل بر روی معماری اینتل ۸۰۳۸۶ است که نسخه‌ای که آنها بر روی آنها کار می‌کردند، تحت عنوان 386BSD شناخته می‌شود. فری‌بی‌اس‌دی و نت‌بی‌اس‌دی هر دو در ابتدا مبتنی بر این سیستم‌عامل بوند. او و شوهرش در حال حاضر به همراه فرزندانشان، ربکا، بنجامین و سارا ساکن لوس گاتوس، کالیفرنیا هستند.